# Finlands Bank
Finlands Bank (finsk: Suomen Pankki, svensk: Finlands Bank) er centralbanken i Finland. 
Banken blev etableret i 1811. Helt fra begyndelsen havde banken ansvar for trykning af penge, selv om det var russiske rubler og kopek frem til finske mark blev introduceret i 1860. Desuden var svenske riksdaler i cirkulation frem til 1840. 
Centralbankchef siden 2004 er Erkki Liikanen.
Centralbankens hovedmålsætning er, i lighed med EU, en stabil inflation på omkring 2 % pr år.
Siden Finland er medlem af EU, er centralbanken også medlem af ESCB – Det Europæiske System af Centralbanker og Eurosamarbejdet. På denne måde har banken indflydelse på pengepolitikken og den økonomiske politik både i Finland og i EU.